# Lemmecourt
Lemmecourt è un comune francese di 26 abitanti situato nel dipartimento dei Vosgi nella regione del Grand Est.

## Società

### Evoluzione demografica
Abitanti censiti